# Calogero Pisano
Calogero Pisano (Agrigento, 20 giugno 1981) è un politico italiano, dal 13 ottobre 2022 deputato alla Camera, eletto con Fratelli d'Italia per poi essere sospeso per controversi inneggiamenti.

## Biografia
Dopo aver conseguito il diploma di ragioniere e perito commerciale, si laurea in economia dell'ambiente e della cultura all'Università di Messina nel 2006. Ha lavorato come dirigente in società attive nel settore turistico, informatico e della formazione professionale.

## Attività politica
Inizia la propria attività politica nel 1996 aderendo ad Alleanza Nazionale, che poi nel 2009 confluisce nel Popolo della Libertà (PdL).
Nel 2012 abbandona il PdL per aderire a Cantiere Popolare, con cui alle elezioni amministrative del 2012 si candida al consiglio comunale di Agrigento, nelle sue liste a sostegno del candidato sindaco di centro-destra Salvatore Pennica, risultando eletto consigliere comunale con 369 preferenze, ricoprendo il ruolo di capogruppo consiliare dal 2013.
Nel 2015 aderisce a Fratelli d'Italia (FdI), divenendo membro della direzione nazionale e coordinatore provinciale di Agrigento, con cui alle amministrative del 2015 si ricandida, totalizzando 259 preferenze e non conseguendo la rielezione.
Alle elezioni regionali in Sicilia del 2017 si candida all'Assemblea regionale siciliana per la provincia di Agrigento, nella lista Nello Musumeci Presidente, che comprende FdI e Noi con Salvini, ottenendo 1.114 preferenze e non risultando eletto.
Alle elezioni politiche del 2018 viene candidato alla Camera dei deputati sia nel collegio uninominale Sicilia 1 - 07 (Agrigento), sostenuto dalla coalizione di centro-destra, che tra le liste di Fratelli d'Italia nel collegio plurinominale Sicilia 1 - 03 in seconda posizione, raccogliendo nell'uninominale il 31,79% dei voti e venendo sconfitto dal candidato del Movimento 5 Stelle Michele Sodano (50,54%), mentre nel plurinominale risulta il primo dei non eletti.
Nel 2018 viene nominato capo di gabinetto vicario dell'assessore al turismo, allo sport e allo spettacolo della Regione Siciliana Sandro Pappalardo, mentre nel 2019 viene designato quale rappresentante dell'assessorato regionale al turismo, sport e spettacolo nell'ufficio di presidenza del comitato Agrigento 2020 (a sostegno della candidatura di Agrigento a Capitale italiana della cultura).
Alle elezioni politiche anticipate del 2022 viene candidato nuovamente alla Camera nel collegio uninominale Sicilia 1 - 05 (Agrigento), sostenuto dalla coalizione di centro-destra in quota FdI, risultando questa volta eletto deputato con il 37,81% dei voti e superando i candidati del Movimento 5 Stelle Filippo Giuseppe Perconti (29,31%) e del centro-sinistra, in quota Partito Democratico, Eleonora Maria Sciortino (16,54%). Nella XIX legislatura, dove aderisce al gruppo parlamentare di Noi Moderati (Noi con l'Italia, Coraggio Italia, UDC e Italia al Centro)-MAIE-Centro Popolare, è segretario della 14ª Commissione Politiche dell'Unione europea, oltreché membro della Commissione parlamentare d'inchiesta sulle condizioni di lavoro in Italia, sullo sfruttamento e sulla tutela della salute e della sicurezza nei luoghi di lavoro pubblici e privati e della Commissione parlamentare d'inchiesta sulle attività illecite connesse al ciclo dei rifiuti e su altri illeciti ambientali e agroalimentari.

## Controversie

### Inneggiamenti
Durante la campagna elettorale delle elezioni politiche del 2022, il 19 settembre viene sospeso a tempo indeterminato da Fratelli d'Italia, a causa di alcune sue dichiarazioni controverse effettuate in passato sulla propria pagina Facebook a sostegno di Adolf Hitler, Benito Mussolini e Vladimir Putin.
Attualmente è sospeso da Fratelli d'Italia e non fa parte del suo gruppo parlamentare.

### Collaboratrici non pagate
A marzo 2025 emerge che due delle sue ex collaboratrici, assunte proprio per seguire la sua attività da parlamentare, sarebbero state pagate solo 1/3 di quanto pattuito per il lavoro svolto, portandole a rivolgersi al Tribunale del Lavoro di Palermo, che condanna Pisano al pagamento delle mensilità dovute emettendo un’ingiunzione rivolta alla Camera. Di tutta risposta Pisano precisa di non dovere altro con una lettera del suo legale.
Dopo che si è diffusa la notizia della denuncia, ha pagato anche la parte restante.